# Hot Dog…The Movie
Hot Dog... The Movie es una película lanzada en enero de 1984. Fue dirigida por Peter Markle y protagonizada pot David Naughton.

## Argumento
Un joven esquiador de Idaho, Harkin Banks, se dirige al Squaw Valley para participar en el campeonato mundial que reúne a los esquiadores más atrevidos del mundo. Fue elegido, porque, como este campeonato es uno de los más duros, ese lugar lugar las pistas nevadas necesariamente difíciles y arriesgadas para ello. 
En el transcurso del camino hacia el motel Squaw Valley, Harkin se encuentra en la carretera a una atractiva muchacha, Sunny, de 17 años, a la que recoge, y con la que se va allí. En ese lugar Harkin luchará por el título, en el que su rival más grande será el austriaco Rudi.

## Reparto
- David Naughton - Dan O’Callahan
- Patrick Houser - Harkin Banks
- Tracy Smith - Sunny
- John Patrick Reger - Rudolph „Rudi“ Garmisch
- Frank Koppala - Squirrel Murphy
- James Saito - Kendo Yamamoto
- Shannon Tweed - Sylvia Fonda
- George Theobald - Slasher
- Marc Vance - Hein

## Recepción
La película recaudó más $17 millones. En cuanto a la crítica, Janet Maslin, le dio una crítica positiva.